# Chrysobothris horningi
Chrysobothris horningi är en skalbaggsart som beskrevs av Barr 1969. Chrysobothris horningi ingår i släktet Chrysobothris och familjen praktbaggar. Inga underarter finns listade i Catalogue of Life.